# 石間釣浜橋
石間釣浜橋（いしまつりはまばし）は、新潟県東蒲原郡阿賀町釣浜 - 石間の阿賀野川に架かる磐越自動車道（東北横断自動車道いわき新潟線）の桁橋。阿賀野川SA - 安田IC間に位置する。

## 概要
通常、支間長が長い桁橋では床版に鋼床版を採用するが、本橋は寒冷地であることから路面が凍結しやすい鋼床版を避け、1期橋では鉄筋コンクリート床版を2期橋では鋼・コンクリート合成床版を採用した。RC床版の鋼箱桁橋では最大級の支間長をもつ。桁長が6.5 mあり、塗装塗替に手間を要することから重防食塗装を採用した。
1期橋（上り）
- 形式 - 鋼3径間連続箱桁橋+鋼4径間連続鈑桁橋
- 活荷重 - 暫定活荷重
- 橋長 - 520.180 m[注釈 2]
  - 支間割 - (96.914 m + 147.200 m + 93.122 m) + (56.200 m + 46.300 m + 46.300 m + 31.994 m)
- 幅員
  - 総幅員 - 11.400 m
  - 有効幅員 - 10.490 m
  - 車道 - 10.490 m
- 床版 - 鉄筋コンクリート
- 総鋼重 - 2,581 t
- 施工 - 日立造船・酒井鉄工所JV
- 架設工法 - トラッククレーンベント工法・トラッククレーン片持式工法

2期橋（下り）
- 主径間形式 - 鋼3径間連続箱桁橋+鋼4径間連続鈑桁橋
  - 箱桁部支間割 - (100.450 m + 147.200 m + 97.675 m)
- 活荷重 - B活荷重
- 橋長 - 526.0 m
- 幅員
  - 総幅員 - 9.680 m
- 有効幅員 - 9.010 m
- 床版 - 合成床版
- 箱桁部鋼重 - 2,157 t
- 施工 - 川崎重工業・古河機械金属JV（箱桁部）、藤木鉄工（鈑桁部）
- 架設工法 - トラッククレーンベント工法（箱桁部）

## 歴史
1996年（平成8年）11月14日に本橋を含む磐越自動車道の津川IC - 安田IC間が暫定2車線で開通。
その後、阿賀野川SAの周辺の4車線化に伴って、2期橋が架設された。